# Batesbeltia verecunda
Batesbeltia verecunda är en skalbaggsart som beskrevs av Lane 1964. Batesbeltia verecunda ingår i släktet Batesbeltia och familjen långhorningar. Inga underarter finns listade.